# Chenopodiaceae
Le Chenopodiaceae (Vent., 1799) sono una famiglia di piante erbacee, fruticose e arbustive appartenenti all'ordine delle Caryophyllales. Sono presenti in tutte le regioni temperate e subtropicali del mondo.

## Caratteri botanici
Le Chenopodiacee sono per la maggior parte erbe perenni o frutici, ma alcune specie possono avere anche portamento arbustivo. Fusto spesso carnoso, lignificato alla base, talvolta articolato.
Le foglie sono alterne, sparse od opposte, spesso con uno spiccato polimorfismo nell'ambito della stessa pianta, secondo la posizione. In alcune specie sono carnose oppure possono ridursi a squame o, in alcune forme coltivate, raggiungere un marcato sviluppo con picciolo e nervatura centrale carnosi.
I fiori sono ermafroditi oppure unisessuali (sulla stessa pianta o su piante a sessi separati), piccoli e poco appariscenti, con perigonio verdastro e pentamero e con 2-3 brattee. Si riuniscono in abbondanti infiorescenze a cima all'apice dei fusti o dei rami.
Il frutto è un achenio o una nucula, talvolta accresciuto con i resti del perigonio che lo avvolgono.

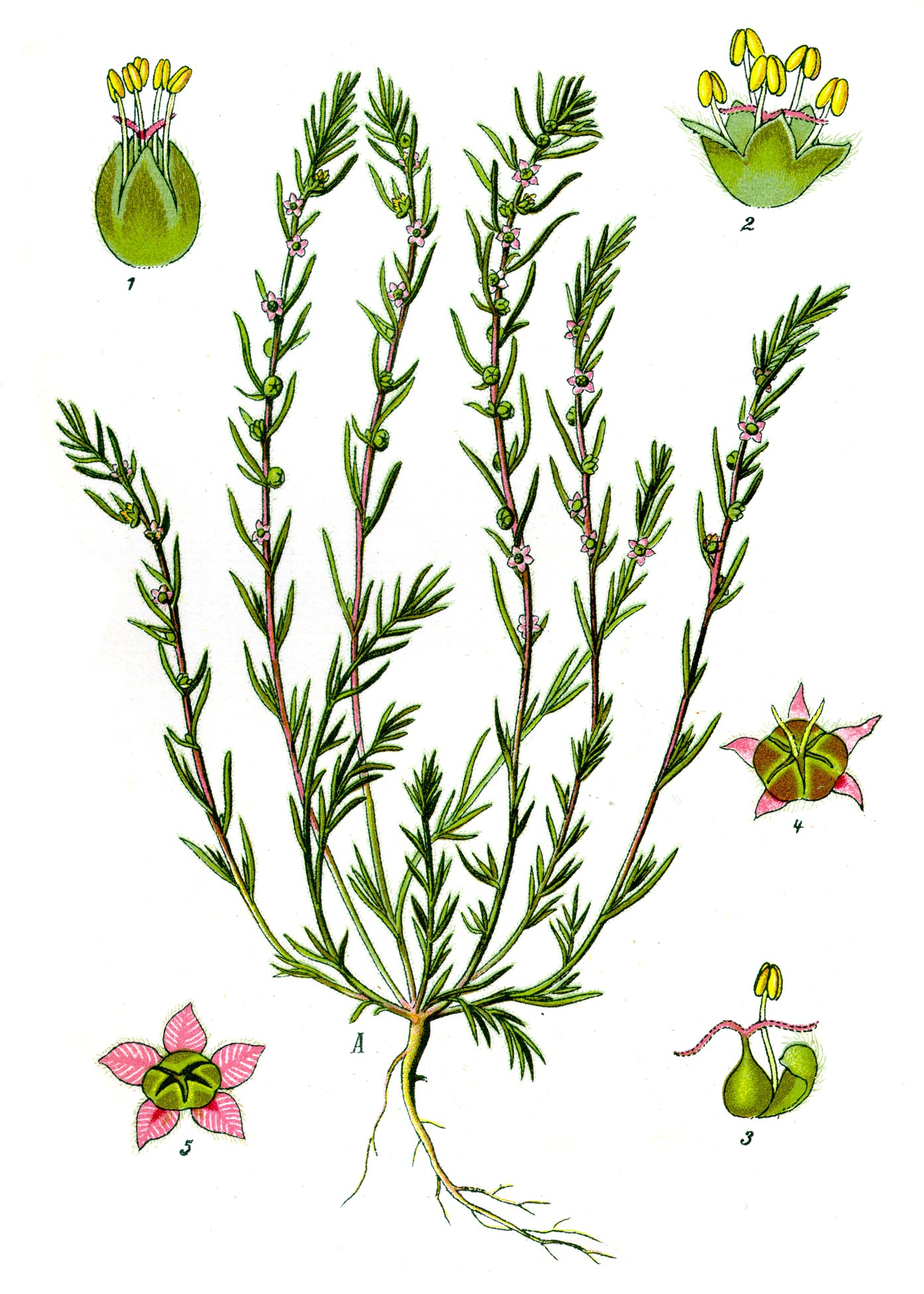
Bassia laniflora, Camphorosmoideae

## Esigenze e adattamento
La maggior parte delle Chenopodiacee ha adattamenti alla vita su terreni a pH anomalo o salini, molte specie sono tipicamente alofite e vivono in ambienti difficili come deserti e steppe aride, spiagge, stagni salati e, in generale, su terreni in cui si hanno periodici o costanti accumuli di sali o apporti di acque salse.
Per le caratteristiche pedologiche degli ambienti in cui vegetano, le Chenopodiacee hanno sviluppato adattamenti fisiologici particolari, come la capacità di assorbire e accumulare cospicue quantità di sali di sodio e potassio. La funzione di questi accumuli è quella di aumentare (in valore assoluto) il potenziale osmotico all'interno della foglia allo scopo di vincere quello del suolo e assorbire, perciò, l'acqua anche a potenziali molto bassi. La peculiarità delle piante alofite in generale è infatti quella di riuscire ad assorbire l'acqua a valori di potenziale idrico inferiori al coefficiente di avvizzimento della maggior parte delle piante.
Oltre a questi adattamenti fisiologici, va citata anche la frequenza degli adattamenti xerofitici, finalizzati a ridurre le perdite d'acqua per evaporazione e traspirazione, come la formazione di fusti o foglie carnose, la presenza di cere o peli in superficie, lo sviluppo di tessuti parenchimatici acquiferi.

## Importanza economica
Alcune Chenopodiacee sono di grande importanza agraria, largamente coltivate per la produzione di ortaggi fogliosi, radici, foraggi oppure come piante officinali. Fra le Chenopodiacee d'interesse agrario rientrano la Beta vulgaris utilizzata nelle sue varietà botaniche e agronomiche per vari scopi (barbabietola da zucchero, bietola da foraggio, bietola da coste, bietola da radice, ecc.), la Spinacia oleracea (spinacio) e il Chenopodium quinoa (quinoa), uno pseudocereale che rappresenta la base per l'alimentazione delle popolazioni andine.

## Aspetti tossicologici
La proprietà di accumulare sali sodici e potassici nelle foglie va presa in considerazione sotto l'aspetto dietetico per quanto riguarda l'eventuale eccesso di nitrati e, peggio, di nitriti negli ortaggi fogliosi (es. spinacio e bietola). Un eccesso di nitrati nell'organismo umano può portare alla formazione di nitriti, precursori delle nitrosammine, alcune delle quali sono potenzialmente cancerogene.
Il rischio di accumulo di nitrati e nitriti, che in ogni modo riguarda anche altri ortaggi fogliosi (lattuga, cavoli e altre crucifere), s'intensifica in particolare con le abbondanti concimazioni azotate e con l'ombreggiamento causato dalle elevate densità di semina o di trapianto. Per prevenire la formazione di nitrosammine in una dieta ricca di ortaggi fogliosi è consigliato cuocerli in abbondante acqua, scartare le parti fibrose (in cui si accumulano maggiormente i nitrati) e, soprattutto, integrare la dieta con apporti consistenti di Vitamina C ed E.

## Tassonomia
L'identità tassonomica della famiglia è contemplata solo dal Sistema Cronquist. In base alla filogenesi, la classificazione APG II (2003) distribuisce i generi della famiglia delle Chenopodiacee in più sottofamiglie (Chenopodioideae, Gomphrenoideae, Salicornioideae, Salsoideae) comprese nelle Amaranthaceae, le quali si differenziano morfologicamente per i fiori privi di perigonio e per gli stami non saldati alla base.
La famiglia, nel Sistema Cronquist, si suddivide nei seguenti generi:
- Acroglochin
- Agathophora
- Agriophyllum
- Alexandra
- Allenrolfea
- Anabasis
- Anthochlamys
- Aphanisma
- Archiatriplex
- Arthrocnemum
- Arthrophytum
- Atriplex
- Axyris
- Baolia
- Bassia
- Beta
- Bienertia
- Blitum
- Borsczowia
- Camphorosma
- Ceratocarpus
- Chenopodium
- Climacoptera
- Corispermum
- Cornulaca
- Cremnophyton
- Cyathobasis
- Cycloloma

- Didymanthus
- Dissocarpus
- Einadia
- Enchylaena
- Eremophea
- Eriochiton
- Exomis
- Fadenia
- Fredolia
- Gamanthus
- Girgensohnia
- Grayia
- Hablitzea
- Halanthium
- Halarchon
- Halimione
- Halimocnemis
- Halocharis
- Halocnemum
- Halogeton
- Halopeplis
- Halosarcia
- Halostachys
- Halothamnus
- Haloxylon
- Hammada
- Heterostachys
- Holmbergia

- Horaninovia
- Iljinia
- Kalidium
- Kirilowia
- Kochia
- Krascheninnikovia
- Lagenantha
- Maireana
- Malacocera
- Manochlamys
- Microcnemum
- Microgynoecium
- Monolepis
- Nanophyton
- Neobassia
- Nitrophila
- Noaea
- Nucularia
- Ofaiston
- Oreobliton
- Osteocarpum
- Pachycornia
- Panderia
- Petrosimonia
- Physandra
- Piptoptera
- Polycnemum
- Rhagodia

- Raphidophyton
- Roycea
- Salicornia
- Salsola
- Sarcocornia
- Scleroblitum
- Sclerochlamys
- Sclerolaena
- Sclerostegia
- Seidlitzia
- Sevada
- Spinacia
- Stelligera
- Suaeda
- Suckleya
- Sympegma
- Tecticornia
- Tegicornia
- Teloxys
- Threlkeldia
- Traganopsis
- Traganum
- Zuckia